# Стокі (Любуське воєводство)
Стокі (пол. Stoki, нім. Stokki) — село в Польщі, у гміні Пщев Мендзижецького повіту Любуського воєводства.
Населення — 202 особи (2011).
У 1975-1998 роках село належало до Гожовського воєводства.

## Демографія
Демографічна структура станом на 31 березня 2011 року:
|          | Загалом | Допрацездатний вік | Працездатний вік | Постпрацездатний вік |
| -------- | ------- | ------------------ | ---------------- | -------------------- |
| Чоловіки | 96      | 18                 | 66               | 12                   |
| Жінки    | 106     | 30                 | 56               | 20                   |
| Разом    | 202     | 48                 | 122              | 32                   |